# WPP 그룹
WPP 그룹(런던: WPP, 나스닥: WPPGY)은 영국 런던에 위치한 글로벌 미디어 커뮤니케이션 서비스 기업이다. 1971 마틴 소럴 경이 설립하였으며, 현재 107개국에 2400개의 사무소를 가지고 있다. 전 세계에 포진한 직원수만 13만 명에 달하며, 2009년 그룹 총 이익은 한화 15조 원에 달한다. 대표적인 회사로는 GroupM, JWT, Ogilvy and Mather, Grey 등이 있으며, IMF 경제 위기 이후 국내 대기업 계열의 광고회사들에 대한 공격적인 M&A 추진으로도 유명하다.

## 연혁
- 1971년 "Wire and Plastic Products plc"라는 이름으로, 와이어 쇼핑 바스켓 제조업체로서 설립
- 1985년 당시 사치 앤드 사치의 재무 담당자 마틴 소럴이 국제 마케팅 기업 구축을 위해 676,000 달러로 본 기업의 30% 경영권 취득
- 1987년 J. 월터 톰프슨 인수 (JWT, Hill & Knowlton Strategies, MRB 그룹 포함)
- 1988년 나스닥 상장
- 1989년 오길비 그룹 인수
- 2008년 마켓 리서치 회사 TNS 인수